# 天鵝洲
天鹅洲是位於中華人民共和國湖北省石首市江汉平原南缘的一個生态湿地。天鹅洲境內有两个国家级自然保护区，分別為湖北长江天鹅洲白鱀豚国家级自然保护区和石首麋鹿国家级自然保护区。
1972年因长江六合垸江道自然裁弯取直而形成，1998年修筑沙滩子大堤后与长江完全隔断。